# 구지중학교
구지중학교(求智中學校)는 대한민국 대구광역시 달성군 구지면 창리에 있는 공립 중학교이다.

## 학교 연혁
- 1949년 3월 1일 : 개교
- 1952년 1월 31일 : 사립 구지중학교 설립 인가(6학급)
- 1970년 1월 1일 : 공립 구지중학교로 전환(개교기념일 5월 10일)
- 1997년 8월 3일 : 강당 준공(건평 840m2)
- 2021년 3월 1일 : 제24대 박미숙 교장 취임
- 2022년 1월 7일 : 제71회 졸업식(총 8,371명)
- 2022년 3월 2일 : 제74회 입학식(7학급 166명 입학)

## 참고 자료
- 구지중학교 - 한국교육학술정보원 학교알리미